# Secta
Una secta es el conjunto de seguidores de una doctrina ideológica o religiosa concreta, que representa una «sección» o un «sector» desprendido de un conjunto más amplio, o bien que se ha «cortado», «separado», «desgajado». En todos los casos, la palabra secta tiene una connotación de división o ruptura que tiene en el origen de la escisión a un maestro al que el grupo ha seguido.
El término se usaba originalmente solo para aludir a partidos o comunidades de personas con afinidades comunes (ideológica, sociales, culturales, religiosas, políticas, esotéricas, etc.), que a través de sus enseñanzas o ritos se diferenciaban de otros grupos sociales. Solo posteriormente adoptó el sentido secundario de «herejía», o creencia y grupo disidente que se separa de su fuente original, o que discrepa de las religiones mayoritarias, casi siempre con connotaciones peyorativas. Luego, en los años ochenta se define el concepto de "nuevos movimientos religiosos" para diferenciarlos del concepto negativo popular de "sectas", y evitar así la persecución de las minorías. Actualmente aún hay preocupación entre las autoridades civiles frente a los grupos sectarios auténticamente peligrosos, por lo que se ha sugerido el concepto de «sectas destructivas».

## Etimología
El término castellano «secta» puede provenir del latín sequi: seguir, que se aplicaba a las escuelas de filosofía (de donde viene sectátor y sectatorios: ‘adherente’, ‘seguidor’, y se refiere a ‘seguir a un maestro o líder’). También se han planteado dudas sobre si proviene del latín secare (‘cortar, separar’). De secare provienen las palabras «insecto» y «sector». En ambos casos está presente la idea de separación.
También se usa actualmente el término menos peyorativo «nuevos movimientos religiosos» para referirse a sectas inocuas. El problema de la terminología es importante, ya que desde distintas áreas del pensamiento y de la ciencia se ofrecen diversas definiciones. Los sociólogos angloparlantes utilizan la palabra sect (‘credo’, ‘culto’ o incluso ‘secta’ en su acepción menos usada) para referirse a un grupo religioso que también tiene un alto grado de tensión con la sociedad circundante, pero cuya creencia es, dentro del contexto de esa sociedad, en gran parte tradicional. El término peyorativo cult, equivalente a la palabra española «secta» en su acepción más común, indica el grupo que tiene un alto grado de tensión con la sociedad circundante.

## Historia
En el mundo antiguo se consideraba a los «sectarios» como personas que seguían las enseñanzas de un filósofo.
Los primeros cristianos fueron llamados «secta de los nazarenos» por los judíos. Hch 24:5.
El Nuevo Testamento y las cartas atribuidas a san Pablo utilizan la palabra hairesis (αἵρεσις, ‘elección’, ‘lo elegido’, ‘alternativa’, ‘partido’ o ‘facción’) para referirse a las subdivisiones del judaísmo y las divisiones dentro de la comunidad cristiana (por ejemplo, Hch 5:17; Hch 15:5 y 1Co 11:19). En el caso de estas últimas queda manifiesto que se las veía bajo una luz negativa.
En el cristianismo primitivo se usó cada vez más el término hairesis para referirse a las desviaciones de grupos disidentes cristianos de la comunidad completa, y con el tiempo se consideraron como herejías, es decir, «falsas doctrinas», en contraste con una ortodoxia definida.
Esta idea fue apoyada por la Iglesia católica durante la Edad Media y posteriormente, al calificar, por ejemplo, como «secta luterana» a los protestantes, definición mantenida en ciertos textos hasta el siglo XX.
Todavía hoy en círculos protestantes se sigue esta línea de pensamiento. Por ejemplo, el ministro metodista episcopal estadounidense Charles Samuel Braden dio esta definición: «Una secta, como yo la defino, es cualquier grupo religioso que difiere significativamente en uno o más respectos en cuanto a la creencia y práctica de esos grupos religiosos que son considerados como expresiones normativas de la religión en nuestra cultura total».

## Uso actual del término

### Uso en el lenguaje coloquial
En el uso popular a menudo se consideran sectas simplemente a organizaciones religiosas a las que se ve como potencialmente peligrosas o problemáticas, o bien alejadas de la ortodoxia teológica, como «herejías». Esto incluye a algunos grupos y organizaciones dentro de las iglesias tradicionales, así como a nuevos grupos, en particular los surgidos a partir de la segunda mitad del siglo XIX.
En los años setenta y ochenta se consideraban las sectas como una «religión de jóvenes», ya que inicialmente muchos se afiliaron a distintas sectas, siguiendo el ejemplo de personajes populares. «Secta» se utiliza hoy en día de manera peyorativa, y hay quien lo considera un grito de batalla.
A menudo se acusa que algunas de estas sectas lo fueron principalmente por motivos económicos, que se convirtieron en comunidades religiosas para conseguir la protección especial del Estado, mayores libertades y derechos, así como para disfrutar de exención de impuestos.

#### Controversias
El tema de las sectas ha provocado controversia en repetidas ocasiones. Hay dos campos opuestos: por un lado están, sobre la base de la libertad religiosa y la condena de las restricciones a los grupos religiosos, representantes de las propias minorías religiosas y filosóficas, académicos estudiosos de la religión, algunos sociólogos, abogados y ONG defensoras de los Derechos Humanos como Amnistía Internacional (que reserva el término «secta» para grupos religiosos minoritarios y comprobadamente violentos).
Amnistía, en su informe anual 2011, denunció leyes y medidas «antisectarias» que limitan la libertad de culto, en lugares como Afganistán, Arabia Saudita, Argelia, Armenia, Bélgica, Birmania, China, Eritrea, España, Francia, Irán, Israel, Malasia, Marruecos y el Sahara Occidental, Países Bajos, Palestina, Ruanda, Rusia, Turkmenistán, Uganda, Uzbekistán, Vietnam y Zimbabue. Las denuncias van desde la prohibición del uso del velo religioso, hasta el encarcelamiento arbitrario de artistas acusados de cuestionar a las religiones mayoritarias.
Es de preocupación la manipulación con fines políticos del concepto de secta, así como su uso arbitrario en defensa de las religiones oficiales contra cualquier discrepancia. Por ejemplo, Charles Samuel Braden, ministro metodista episcopal y académico estadounidense, dio esta definición contra las minorías: «Una secta, como yo la defino, es cualquier grupo religioso que difiere significativamente en uno o más aspectos en cuanto a la creencia y práctica de esos grupos religiosos que son considerados como expresiones normativas de la religión en nuestra cultura total».
Este uso arbitrario en ocasiones ha desatado golpizas y linchamientos contra ciudadanos pacíficos, minorías religiosas y objetores de conciencia.
Por otro lado, hay quienes sinceramente condenan con energía a ciertos grupos religiosos debido a que limitarían objetivamente la libertad de las personas, incluyendo a representantes de iglesias y religiones, a funcionarios de agencias estatales y las iniciativas creadas por familiares, antiguos miembros disidentes, psicólogos, sociólogos, científicos, políticos y abogados y ONG privadas como RIES.
En concreto, las controversias a menudo giran en torno a acusaciones como:

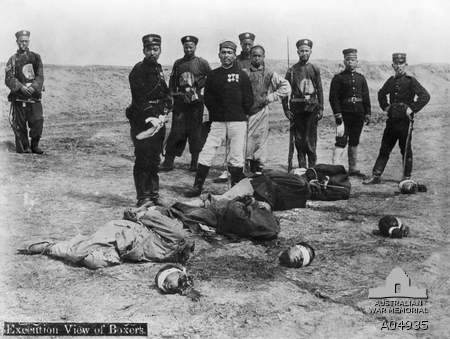
Violencia sectaria durante la rebelión de los bóxers, en China (1899-1901).

- Restricciones a la libertad de culto contra las sectas por las críticas de sus prácticas y las medidas tomadas para aplicar la ley, y dentro de ellas mismas por las restricciones de los líderes contra la disidencia (prohibición de tipos de literatura, música, arte, películas, etc. consideradas herejías).
- Restricciones a la libertad religiosa reconocida por el derecho internacional y las constituciones nacionales hacia los nuevos grupos religiosos o minorías étnicas con sus propias tradiciones religiosas.
- Restricciones a la libertad de expresión de los miembros del grupo, tanto por parte del Estado como por su propia dirigencia.
- Restricciones a la libre circulación de los miembros del grupo (dentro y fuera del país).
- Intromisión estatal en cuestiones de moral o creencias personales.
- Explotación económica de los miembros por las largas horas de trabajo y salario mínimo, por casos de explotación sexual o abuso sexual de niños, niñas y adolescentes, ya sea por los miembros del grupo u organismos represivos antisectarios.
- Fraudes, evasión de impuestos, rompimiento de leyes y tradiciones religiosas, de costumbres sociales consuetudinarias, objeción de conciencia ante leyes consideradas contrarias a sus creencias, etc.
- Culto al líder del grupo, que le da total control sobre los miembros, tanto física como psicológicamente.
- Uso de la violencia en un afán de defensa paranoica o en abierta intolerancia hacia otros grupos.
- Conflictos familiares, particularmente en las familias donde uno de los padres ha abandonado el grupo y los niños continúan en él, o en grupos que inducen a abandonar radicalmente y hostilmente al núcleo familiar para vivir en comunidad.
- Imposibilidad de que los niños accedan a la educación, atención médica, y de visitar a miembros de la familia fuera del grupo o comunidad.

#### Cobertura en los medios
Casos aislados sobre violencia relacionados con las sectas han llegado a los titulares de prensa. Especialmente espectaculares han sido los siguientes:
- Años setenta: Ervil LeBaron ―líder de la secta Iglesia del Cordero de Dios (separada de los mormones)― ordena el asesinato de 25 de sus rivales.[14]
- Años setenta: en Colonia Dignidad (Chile), liderada por el alemán Paul Schäfer (1921-2010) los niños eran abusados sexualmente y se torturaba a opositores políticos a la dictadura militar de Augusto Pinochet.[15]

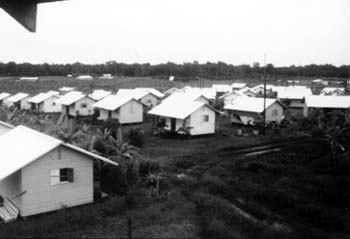
Vista de Jonestown en Guyana

- 1978: en Guyana se suicidan en masa más de 900 miembros del Templo de los Pueblos liderados por Jim Jones.[16]
- Años ochenta: Yahweh ben Yahweh, líder de la Nación de Yahvé, es acusado como responsable de casi dos docenas de asesinatos.[17]
- 1984: en varios bares de la ciudad The Dalles (Oregón), seguidores del gurú Osho (Bhagwan Shri Rashnísh) realizan un ataque con salmonella; unos 750 residentes fueron infectados (ataque bioterrorista osho de 1984).[18]
- 1989 (17 de abril): en Kirtland (Ohio), Jeffrey Lundgren, líder de una secta separada de los mormones, asesinó a los cinco miembros de una familia por «desleales». El 24 de octubre de 2006, Lundgren fue ejecutado por el Estado.[19]
- 1993: Resistencia armada de los davidianos, liderados por David Koresh, durante el asedio de Waco, contra las autoridades de Estados Unidos, en la que murieron 4 policías y 80 miembros de la secta.[20]
- 1994 a 1997, en Suiza, Canadá y Francia, la secta Orden del Templo Solar ordena suicidios en masa y el asesinato de 74 miembros.[21]
- 1995: la secta Aum Shinrikyō (La Verdad Suprema) ataca el metro de Tokio con gas venenoso: mueren 12 personas y alrededor de 1000 resultan heridas. Fue el mayor ataque de una secta contra gente ajena a ella en los tiempos modernos.[22]
- 1997: el suicidio en masa de los seguidores de la secta Puerta del Cielo.[23]
- 1998: detienen a los miembros del Centro de entrenamiento para la liberación de la energía Atma acusados de presuntamente intentar llevar a cabo un suicidio ritual en el parque nacional del Teide en Tenerife (España).[24][25]
- 2000/03/17: en Uganda el Movimiento para la Restauración de los Diez Mandamientos de Dios asesina a más de 1000 miembros.[26]
- 2002: seguidores de Swami Omkarananda (fundador del Centro de Luz Divina) intentan asesinar a sus opositores.[27]

Se incluyen a su vez los crímenes de grupos de ultraizquierda, como Sendero Luminoso, ETA, etc.; de ultraderecha, como agrupaciones skinhead y neonazis; y adherentes a la Jihad Islámica, como Al Qaeda.

### Uso legal
En los medios jurídicos, sociológicos y religiosos y en el contexto científico, el término rara vez se utiliza ahora en su sentido tradicional. Los grupos religiosos se denominan «organizaciones» o «movimientos religiosos».

### Definición sociológica
Max Weber distingue a las «sectas» de las «iglesias» sobre la base de sus mecanismos de crecimiento: sectas son comunidades dinámicas, en las que el individuo, debido a una decisión personal y solamente después de un minucioso examen por parte de la secta, se afilia. En contraste, las iglesias, según Weber, son aquellas en las que se hereda una identidad cultural.
Peter L. Berger ve en la secta un modelo de organización para la autosuficiencia colectiva de las minorías. Su base filosófica es una ortodoxia, la verdad ontológica de un concepto anterior. Una comunicación en la que la comprensión de los fundamentos de la vida es blasfemo y peligroso. Para transmitir la «verdadera» doctrina requiere medidas de organización y de influencia, no solamente el adoctrinamiento de cada ser humano, sino también de su forma de relacionarse con el mundo ajeno.
Una tercera corriente diferencia sectas de iglesias sobre la base de sus ideologías. Las ideologías religiosas de las iglesias no están en conflicto con su entorno social, pero sí las de sectas, que se oponen ideológicamente a su entorno social.
Stark y Bainbridge define la religión como una organización humana con el objetivo de preparar compensaciones a las privaciones de la gente sobre la base de suposiciones sobrenaturales. Estos preparativos se realizan en tres dimensiones:
- Mundana o terrenal: adjudicación privilegios mundanos, principalmente en las iglesias.
- En otro mundo: donaciones de consuelo para las personas desfavorecidas, principalmente en las sectas.
- Dimensión universal: el cumplimiento de los deseos más profundos de cada ser humano independientemente de su situación social.

H. Richard Niebuhr observa que las sectas surgieron como movimientos cismáticos de las grandes iglesias, y que tienden a convertirse en lo que sus miembros necesitan, pero que si no lo pueden satisfacer se producen más divisiones. Basándose en esta conclusión, considera que las transiciones entre la «secta» y la «iglesia» son fluidas.
Otra corriente considera que la diferencia estriba en el número de seguidores. Las sectas son simplemente los movimientos minoritarios, puesto que el cristianismo y otras religiones empezaron siendo consideradas como sectas mientras eran minoritarias, hasta que se convirtieron en grupos numerosos y fueron entonces consideradas religión, ya sea de forma oficial, como en el caso del cristianismo, o de facto como en otros casos. Esta opinión coincide con el sentido general de la palabra. Algunos restringen la definición de secta exclusivamente a las sectas peligrosas.
Los grupos que prometen compensaciones se distinguen por éstas: «Mágicas» o promesas especiales de manipulación del medio ambiente para sus propios objetivos, «Religiosas» o de compensación general según un modelo universal que explica el mundo. Esta distinción se remonta a Emile Durkheim.
La «magia» florece cuando los medios científicos faltan o no son aceptables. Sectas basadas en la magia pueden convertirse en movimientos mundiales, como muestra el desarrollo de la Dianética convirtiéndose de pseudociencia en Iglesia de la Cienciología.
Para Rodríguez las sectas son un grupo de personas las cuales utilizan técnicas de persuasión coercitiva la cual propician la destrucción de la personalidad previa o la dañan de forma severa. El considera que la dinámica de funcionamiento le lleva  destruir derechos jurídicos inalienables en un Estado de Derecho además de destruir por completo los lazos afectivos y de comunicación del sectario con su entorno social habitual y consigo mismo.

## "Nuevos movimientos religiosos"
Debido al uso arbitrario y peyorativo que empezó a tomar la palabra «secta», tras los debates de los años setenta, en los años ochenta algunos estudiantes ―especialmente de sociología y teología― empezaron a emplear el término «nuevos movimientos religiosos» para referirse a cualquier grupo religioso, ético y espiritual, de reciente creación, que aún no haya sido integrado o recogido en las principales corrientes religiosas preexistentes, ni tampoco haya recibido la denominación de iglesia o religión.
Mientras algunos utilizaban este término para referirse solo a las nuevas religiones de carácter benigno, siguieron reservando el término «secta» para los grupos de carácter religioso, psicoterapeuta, político e incluso comercial, que consideraban extremadamente manipuladores, explotadores y peligrosos.
Actualmente todavía no ha terminado el debate académico entre las palabras secta y nuevo movimiento religioso. En esta definición, el adjetivo nuevo se utiliza tanto en el sentido de origen reciente como para expresar su diferencia frente a las religiones preexistentes. Incluso en la definición «de reciente origen» hay controversia. Algunos autores establecen que se usa para referirse a las religiones surgidas del nuevo contexto mundial tras la Segunda Guerra Mundial. Otros, sin embargo, se remontan a la fe bahai (del siglo XIX), mientras que otros lo hacen a partir de la religión sij (del siglo XVII).
Nuevo en el sentido de «diferente a las demás religiones» no presenta ningún tipo de discordia entre los expertos. Algunos autores también consideran a grupos que, si bien pertenecen a una de las religiones reconocidas, o se consideran religiones separadas, o no se integran bajo la misma denominación. Generalmente, las denominaciones cristianas aparecidas antes del siglo XIX no se encuentran recogidas en este grupo de «nuevas religiones».
No obstante, hay otros grupos, catalogados por algunos autores como nuevas religiones, que no se consideran a sí mismos una religión.
Ken Wilber distingue los grupos problemáticos o incluso destructivos de los que pueden ser clarificadores e incluso beneficiosos, utilizando como criterios:
- El grado de madurez,
- La integración en la sociedad,
- El tipo de autoridad en el grupo.

### Ejemplos de nuevas religiones
Las nuevas religiones son muy diferentes en cuanto a sus creencias, prácticas, formas de organización y aceptación social. Algunos autores como Irving Hexham y Karla Poewe han propuesto denominar a las nuevas religiones como subculturas globales, sobre todo en casos en los que un grupo ha logrado integrantes de varias naciones.
En general, el número de personas pertenecientes a las nuevas religiones es muy inferior a los fieles de las grandes religiones. Sin embargo, las nuevas religiones han ganado muchos fieles en África, Japón y Melanesia.
En África se ha documentado la aparición de unas 6000 nuevas iglesias indígenas desde los años sesenta. En Japón han surgido nuevas religiones basadas en el sintoísmo y el budismo, algunos propios del siglo XIX durante la dinastía Meiji, y otros a raíz del final de la Segunda Guerra Mundial.
Alrededor del 25 % de las religiones del mundo se encuentran en la Melanesia, es decir, archipiélagos tales como Papúa Nueva Guinea, las Islas Salomón, Vanuatu y Fiyi. A esto se debe la importancia de las nuevas religiones en este importante foco de diversidad cultural.
En la época de su creación, la mayoría de las grandes religiones actuales también se consideraban nuevas religiones. Por ejemplo, el cristianismo fue considerado tanto por el judaísmo como por la cultura romana como un sacrilegio a las doctrinas existentes.

## Las sectas

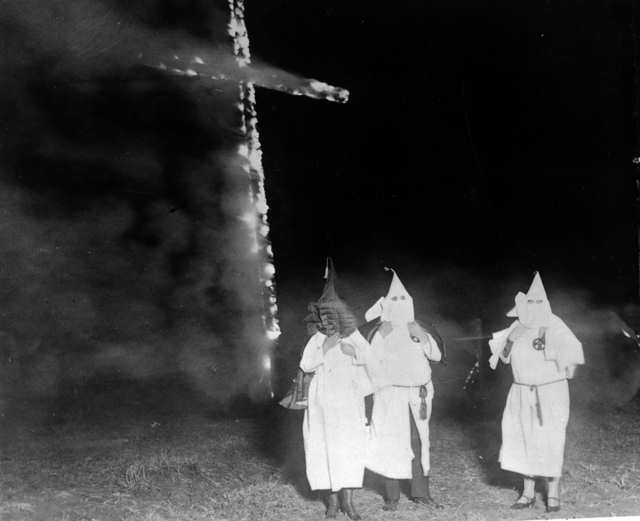
La cruz ardiente es uno de los símbolos de los grupos sectarios del Ku Klux Klan.

Aunque, como ya se ha visto, el vocablo «secta» solo está relacionado con grupos que poseen una misma afinidad, con el paso de los años ha adquirido una connotación más relacionada con grupos radicalizados, generalmente religiosos.
El psicólogo especializado en sectas Michael Langone expone en las siguientes aseveraciones su concepto sobre las sectas:

Secta es un grupo o movimiento, que exhibe una devoción excesiva a una persona, idea o cosa y que emplea técnicas antiéticas de manipulación para persuadir y controlar (a sus adeptos); diseñadas para lograr las metas del líder del grupo; trayendo como consecuencias actuales o posibles, el daño a sus miembros, a los familiares de ellos o a la sociedad en general. [...] Dado que la capacidad para explotar a otros seres humanos es universal, cualquier grupo puede llegar a convertirse en una secta. Sin embargo, la mayoría de las organizaciones institucionalizadas y socialmente aceptadas, tienen mecanismos de autorregulación que restringen el desarrollo de grupúsculos sectarios.
Michael Langone, 1988

A menudo responden a un perfil doctrinal dualista, apocalíptico y pre-milenarista y a una inspiración literaria (la Biblia, el Corán, el Bhagavad-guitá, el Libro de Mormón, etc.) fundamentalista. Las sectas con más posibilidades de prosperar son generalmente tradicionalistas, conservadoras y aun ultraconservadoras. Su planteamiento filosófico normalmente intenta volver, o al menos así lo manifiestan, su religión de origen a la pureza religiosa percibida, para lo cual deciden separarse del grupo de origen, liderados por un personaje carismático del nuevo grupo formado.
Estas sectas pueden tener o no un historial judicial en uno o varios países por manipulación mental o por ser grupos de corte destructivo. En algunos países, las consideradas sectas no están reconocidas o autorizadas legalmente. De manera general, una secta está más centrada en el culto personal al profeta o líder del grupo.

### El proceso de reclutamiento
Como ejemplo para entender el proceso de reclutamiento, debemos hacer una comparación del mismo con el realizado en organizaciones terroristas, ya que en este caso, se utiliza de nuevo el concepto de la identidad grupal como mecanismo para integrar nuevos adeptos. 
Dentro de este proceso destacan 4 fases principales:
1. La captación: Esta fase comienza a partir de la comunicación del futuro miembro con un amigo cercano o pariente el cual pertenezca a la organización.
2. La seducción: En este momento, se realiza una recopilación integra de todas las esperanzas, sueños, fantasías y miedos del nuevo miembro. Al conocerse las mismas, desde la organización sectaria se le brinda de amor y cariño especialmente, y todo ello le evoca a considerar que la concepción que tiene de él mismo no es algo estático, sino que puede verse modificada.
3. La conversión: Al concluir la fase de seducción, desde la organización sectaria, a partir de sesiones personalizadas con cada individuo, se va produciendo de forma progresiva e involuntaria, un debilitamiento psíquico y físico del nuevo miembro, haciéndolo por tanto más vulnerable a la nueva información y valores de la organización.
4. El adoctrinamiento: La última fase del proceso de reclutamiento concluye con el nuevo miembro, adoptando una nueva actitud de sumisión total al líder, por lo que se toman como propios los valores de la secta, ocasionando por tanto, un cambio profundo a nivel personal y además consecutivamente un abandono total del pasado del mismo.

Tipos de sectas
Wallis distingue tres tipos de movimientos:
1. Movimientos de rechazo: aversión y hostilidad a todo lo ajeno al grupo. Templo del pueblo.
2. Movimientos que afirman la sociedad: proporcionan todo lo necesario para que sus miembros se manejen en el mundo exterior. Cienciología.
3. Movimientos acomodaticios: subrayan la espiritualidad. No buscan una sociedad purificada. Renovación carismática.

Tipología religiosa de Vernette:
1. Judeo - cristiano: 
  - Milenaristas: New Age.
  - Movimientos del despertar: Menonitas.
  - Grupos sanadores:  Iglesia Cientista.
2. Movimientos orientales: Hare Krishna, Moon.
3. Grupos esotéricos, gnosis y del potencial humano: Meditación Trascendental, Nueva Acrópolis.

Existen varios tipos de sectas, entre ellas encontramos:
- Sectas conversionistas: las cuales buscan crear un cambio en el mundo a través de la transformación interior de cada miembro de la misma.
- Sectas religiosas:
- Sectas políticas: sectas que promueven doctrinas, elaboran críticas y definiciones ideológicas a la sociedad.
- Sectas introversionistas: sectas en las cuales los integrantes creen y aseguran que es imposible llegar a mejorar el mundo y por tanto deciden encerrarse en su propia comunidad.
- Sectas milenarias: sectas que se encuentran en rebelión contra la Iglesia.
- Sectas peligrosas: los integrantes buscan el mundo mediante sus propios conocimientos, donde únicamente ellos pueden salvarlo a través de sus poderes.
- Sectas sanadoras: es un tipo de secta que esperan que el mundo consiga la salvación de forma milagrosa y directa de Dios, es decir, esperan el cambio y mejoría del mundo a través de un milagro.

### Organización interna de las sectas religiosas

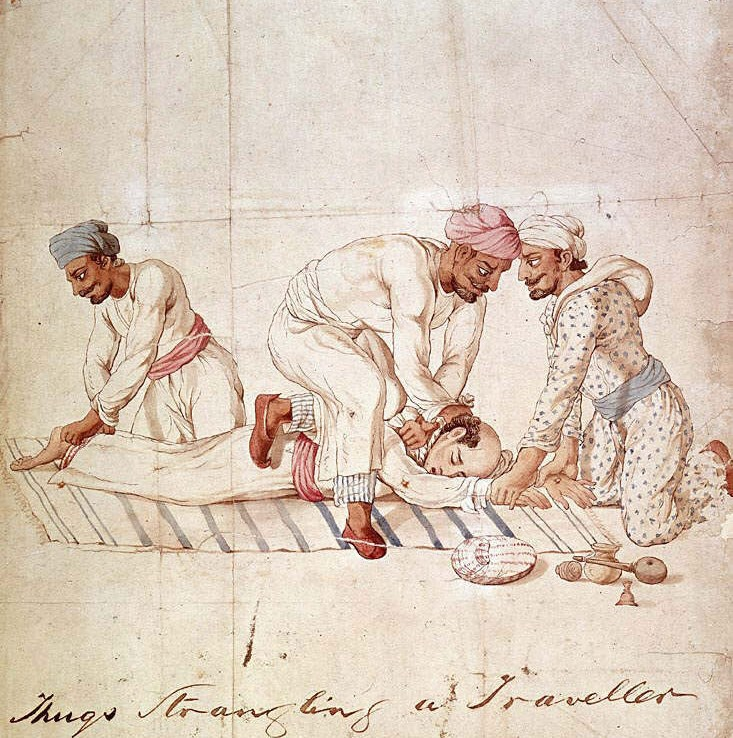
Los Estranguladores en India

Según Bryan Wilson, las características más generales de las sectas religiosas son las siguientes:
- La asociación es voluntaria, aunque puede ser inducida o fomentada
- Una afiliación que puede presuponer cierta exigencia personal comprobada o sometida a examen por las autoridades del grupo
- Puede existir una pretensión de exclusividad, por lo que sanciona con la expulsión a los que contravienen a la doctrina, preceptos morales u organizativos del grupo
- Puede existir una pequeña élite de personas a las que se les asigne un conocimiento o habilidades especiales
- Aspiración a la perfección personal (cualquiera que sea el modo en que ésta se conciba).
- Afirmación real del sacerdocio de todos los creyentes
- Puede basarse en una participación laica
- Posibilidad de que los miembros expresen voluntariamente su compromiso
- Pueden mostrar indiferencia frente a la sociedad secular y el Estado.

Asimismo, este autor elaboró una tipificación de este tipo de sectas, en función del objetivo que éstas persigan.
1. Conversionistas: quieren cambiar el mundo mediante la transformación interior de cada integrante de la secta. Se destaca la Asamblea de Dios.[37]
2. Revolucionarias: Son los movimientos escatológicos de la tradición cristiana. Su actitud hacia el mundo exterior se resume en el deseo de destruir el orden social cuando llegue el momento, si es necesario por la fuerza y la violencia. Sus miembros están esperando un nuevo orden bajo la dirección de Dios. Este tipo de secta es hostil a la reforma social y al mismo tiempo a la conversión instantánea. Los Testigos de Jehová, Adventistas, Cristadelfianos, son representantes típicos de estas ideas.[38]
3. Introversistas: promueven que el individuo evite el contacto con el exterior para que este experimente una sensación de seguridad y salvación. Destaca el grupo Amish.
4. Manipulacionistas: son los que consideran que existen verdades ocultas en las escrituras, por lo que creen en su conocimiento único y propio. Destaca la Cienciología.
5. Taumatúrgicas: destacan por tener ideales sobrenaturales y espiritistas. Destaca el Espiritismo.
6. Reformistas: son las organizaciones que consideran que la salvación se producirá en correspondencia con la sociedad. Destacan los Cuáqueros.
7. Utópicas: toman como necesaria la paz universal mediante la práctica universal. Destaca la Fraternidad de la Nueva Vida.

Según Stark Warner, las sectas son grupos que se dotan a sí mismos de la estructura y de la organización requerida para administrar la identidad de sus adherentes en función de un conjunto claramente definido de creencias o ideologías, pero además hay que considerar que las sectas presentan un inconformismo frente a las iglesias denominadas mayoritarias, es decir las sectas constituyen una contracultura, pero que mantienen un sistema unificado de creencias y prácticas relativas a las cosas sagradas, unidas en una estructura moral tipo congregación, manifestando el sentido tendiente a la «colectividad». Algunas características que son tomadas en cuenta para definir una secta religiosa son:
- Su respuesta al mundo,
- Clase de reacción en las creencias,
- Prácticas usuales de sus miembros

Aun cuando esto nos ofrece limitaciones debido a que la clasificación teológica de los sectarios 

Limita las posibilidades del estudio comparativo dentro de las diversas tradiciones religiosas; impide el reconocimiento de aspectos importantes del carácter de las sectas; la dosificación derivada de la descripción doctrinal no da en sí misma cuenta debidamente de los aspectos de la organización y dinámica de la sectas, además se caracteriza a las sectas en términos normativos.

#### Algunas características del líder sectario
- Gran confianza en sí mismo
- Capacidad oratoria
- Carisma y dominancia
- Persuasión
- Autoritarismo
- Rasgos paranoides, narcisos y megalomanía
- Rasgos de sadismo y masoquismo
- Rasgos de psicopatía
- Elementos psicóticos e ideas delirantes grandiosas, místicas y paranoides
- Generan fanatismo
- Mayoritariamente, hombres
- Historia de abuso o victimización
- Inestabilidad en las relaciones interpersonales
- Necesita al grupo para sobrevivir
- Problemas de consumo de tóxicos

#### Algunas características del miembro de la secta
Todos podemos formar parte de una secta, pero estas son las características más comunes:
- Juventud
- Frustración
- En crisis familiar o personal
- Inseguridad y miedos
- Búsqueda de sentido
- Vivencia espiritual
- Rasgos paranoides
- Rigidez
- Dependencia
- Visión dicotómica de la realidad

### Salir de la secta
- Asesoramiento e información sobre sectas (dirigido a los familiares)
- Separación del grupo (espontáneamente o con ayuda)
- Evaluación y control de daños (psicológicos/físicos)
- Contacto y revelación (eliminación de la persuasión y la dependencia grupal)
- Retorno al contacto con la realidad (toma de conciencia)
- Reprogramación y aceptación
- Resignificación personal
- Reparación de las redes sociales

### Delitos de las sectas
Las sectas no siempre cometen hechos delictivos. Cuando los cometen, tenemos que hacer referencia a las sectas destructivas: 
1. Daño psíquico (79,4%): control coercitivo.
2. Tráfico de personas (51,1%): explotación sexual, comercial, laboral, mendicidad e inmigración ilegal.
3. Abuso de menores (46,4%)
4. Delitos en contra de la salud pública (26,2%)

## Algunas sectas

#### La meditación trascendental

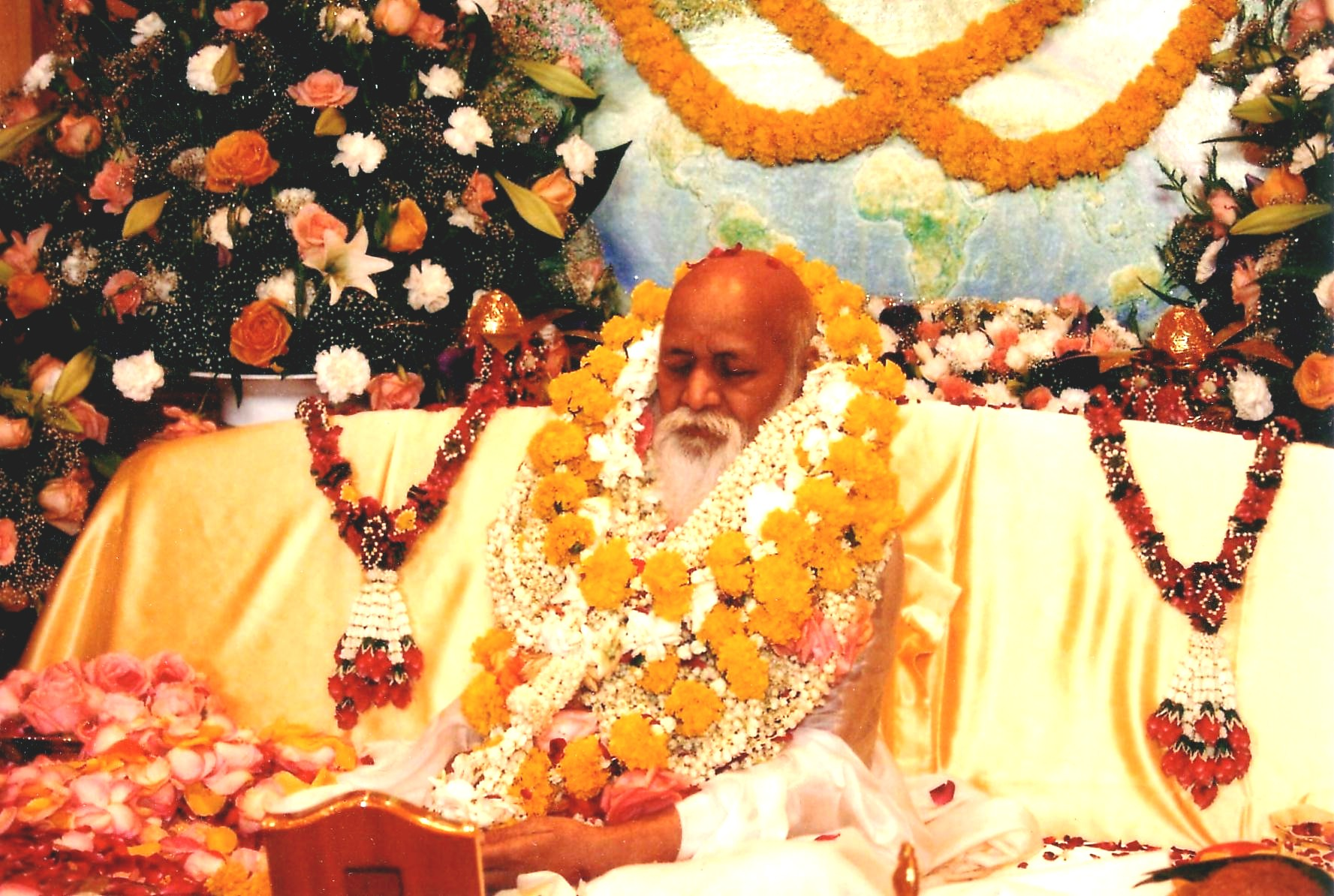
Maharishi Mahesh Yogi (1917-2008), creador de la meditación trascendental, expuesto después de muerto.

En los años sesenta, el movimiento Meditación trascendental (MT), creado por el gurú Maharishi Mahesh Yogi alcanza fama mundial mediante su relación con miembros de la contracultura, especialmente estrellas del pop y el rock como The Beach Boys o The Beatles. Estos últimos asistieron a un curso de meditación trascendental en Rishikesh (India) en cuyo transcurso escribieron la mayor parte de los temas del White Album de 1968. La conversión de los Beatles le proporcionó popularidad al yogui y su movimiento aunque, al poco tiempo, algunos de los artistas se desilusionaron.
La relación con The Beatles fue fundamental para la difusión de la secta MT entre los jóvenes occidentales.
En 1984, el Parlamento Europeo aprobó un informe sobre el fenómeno de los nuevos movimientos religiosos o sectas. En 1983, el eurodiputado conservador británico Richard Cottrell presentó un informe con trabajos previos sobre la peligrosidad de determinados grupos sectarios: el Informe Cottrell sobre sectas.
Durante más de un año se estudió dicho informe, y el 22 de mayo de 1984 el Parlamento Europeo, por 98 votos a favor, 28 en contra y 27 abstenciones, lo aprobó. La Meditación Trascendental era uno de los grupos involucrado en ese informe.

#### Cienciología
Como ejemplo de secta se puede mencionar a la cienciología, considerada así en diversos países europeos. Esta organización fue fundada por el escritor de ciencia ficción L. Ron Hubbard y posee miembros reconocidos como Tom Cruise, John Travolta y Alberto Plaza . Una de las formas de recaudar fondos es reclutando a gente, que tiene que pagar un alto precio por el material que se les ofrece, como primer punto de libertad espiritual y felicidad.
Así, algunas sectas cuentan entre ellas con gente bastante famosa, lo que no es infrecuente, pues, según expertos en este tipo de organizaciones como Salarrullana o Steven Hassan, resultan reclamos importantes para lograr nuevos fieles y ampliar su reconocimiento social.
De esta corriente han surgido empresas de superación personal que, aunque tal vez no sean tan enajenantes como la cienciología, distan mucho de ser beneficiosas y solo en algunos pocos casos logran ayudar a la gente.
Para lograr su cometido, este tipo de sectas utilizan el entrenamiento ontológico (del griego ontós: ‘ser, ente’, en el sentido de que influye en toda la vida del individuo, incluso en su privacidad). La mayoría de especialistas están de acuerdo en que el entrenamiento (coaching) en sí mismo no es malo, es útil para empresas y para ayudar a personas (como puede serlo también la psicología) mientras no manipule la ideología del individuo. En cambio el entrenamiento ontológico, que aunque es derivado del coaching, suele enajenar al sujeto, para hacerlo cumplir el cometido de la empresa. Se mezcla así un poco de todo: entrenamiento, psicología de la Gestalt y diversos conceptos metafísicos.

## Sectas destructivas
Una secta destructiva es un grupo de personas que sigue un determinado movimiento religioso o ideológico en la cual se practica el control mental; por lo que, bajo una apariencia inofensiva, puede ser muy peligrosa; por los efectos nocivos que producen en los miembros.
Estos efectos se perciben a largo plazo y por lo general rayan en escandalosos casos de índole violenta con tintes suicidas, homicidas o incluso genocidas.
Son grupos que se presentan bajo forma de asociación, o asociaciones que aparentemente abarcan temas culturales, políticos, religiosos o incluso de tratamiento frente a enfermedades o problemas sociales. Se caracterizan principalmente por usar técnicas de persuasión coercitiva como método de influencia social, previamente se usan métodos de seducción y además cuentan con uno o varios líderes. Es muy frecuente una jerarquía piramidal de orden. Suelen usar además situaciones de desorientación social como desastres naturales, de guerra o terrorismo, para reafirmar el fin generalmente apocalíptico del mundo y su falsedad, muchas veces también con fin lucrativo. En algunos países están catalogadas como destructivas o peligrosas y por lo mismo prohibidas, actuando a menudo en la clandestinidad.
Según la exparlamentaria, política, escritora, profesora y columnista Pilar Salarrullana, miembro de la Comisión del Congreso de los Diputados para el estudio de las sectas, el verdadero motivo para inscribirse en el registro del Ministerio de Justicia es por las ventajas fiscales que aporta y la imagen de seriedad que imprime. Otros de los peligros de las sectas, afirma esta autora, son el aislamiento social que propugnan, el radicalismo religioso y la persecución de críticas formuladas en su contra.
Se define peligrosa cuando, por su filiación a esta secta, la persona desarrolla problemas de adaptación social, laboral o familiar, cuando además se coarta la libertad o la dependencia a ésta. Algunos psicólogos y especialistas afirman que más de un tercio de los acólitos acaba abandonándolas, aunque si poseen una personalidad débil y «presectaria» tienen un riesgo elevado de volver a entrar en otro grupo social o secta peligrosa, a modo de adicción. En algunos casos se trata de alienación mental.
El tema de las sectas destructivas ha alcanzado en ciertas épocas tal notoriedad —por ejemplo en Estados Unidos durante los años sesenta o en España durante los años ochenta— que en algunos idiomas europeos la palabra secta se utiliza únicamente para referirse a este tipo de grupos religiosos alienantes, sin utilizar sus otras acepciones.
Según Rodríguez, las sectas destructivas gozan de tres características fundamentales: 
1. Utilizan técnicas de persuasión que propician la desestructuración de la personalidad previa del adepto o la dañan severamente.
2. Destrucción y daño de los lazos afectivos y de comunicación efectiva del sectario con el entorno social y consigo mismo.
3. Destrucción de derechos: la dinámica de funcionamiento le lleva a destruir derechos jurídicos inalienables en un Estado de Derecho.

### Características
La principal característica de las sectas destructivas es su habilidad para implantar, utilizando el control mental, una personalidad gregaria en sus adeptos, provocando en la persona el llamado Síndrome disociativo atípico.
Además suelen poseer también:
- Organización autoritaria y piramidal: no existe la democracia en ninguno de los escalones ni se permite la crítica y se inculca el destierro del pensamiento crítico.
- Existencia de un líder, o grupo de líderes, cuya decisión es la única que cuenta. El líder controla todos los movimientos de los miembros, así como su dinero y no se somete a las mismas reglas que los seguidores. Pero el líder y los adeptos se creen el mensaje o terminan creyéndolo; mencionar que los dirigentes de segundo nivel no suelen compartir la creencia y sí el afán de lucro y poder.
- Aislamiento de los adeptos del mundo en general y de las relaciones familiares en particular.
- Se controla toda la información que les llega.
- Se instala un discurso demonizador del "mundo", a la vez que se insta a los adeptos a depositar una confianza ilimitada en la secta; especialmente en los dirigentes del segundo nivel.

En 1995, una comisión de la Asamblea Nacional francesa presidida por Alain Gest, estableció algunos criterios para caracterizar a las sectas destructivas:
- Desestabilización mental
- Carácter desorbitado de las exigencias financieras a sus adeptos
- Ruptura inducida con el entorno o ambiente de origen
- Atentados contra la integridad física
- Reclutamiento de los niños
- Discurso antisocial
- Disturbios de orden público
- Importancia de querellas judiciales contra las sectas
- Eventual desvío de los circuitos económicos tradicionales y tentativas de enfrentamiento en los poderes públicos.

Otra definición, desde el mundo biológico, dada por Vicente Jara, define a la secta como «un grupo social depredador que practica el mimetismo y el señuelo». Se la califica así negativamente, como grupo agresivo, que se hace pasar por otro grupo y que presenta un atractivo. Y desde esta definición son puestas en duda las diversas características habituales para definir qué es y qué no es una secta. Como dice Vicente Jara «la clave de discernimiento está en la libertad, concepto central y nuclear de la persona. Y con ello, en el conocimiento y la voluntad".

## Otras organizaciones de matiz sectario
Casi todas ellas en su país de origen oficialmente están reconocidas como movimiento o asociación de carácter religioso o Asociación pública de fieles.
- Fundamentalismo islámico - Fada'iyan-e Islam - Hermanos Musulmanes - Ansar Al-Sharía - Al-Gama'a al-Islamiyya - Yihad Islámica - Talibán - Movimiento de los Talibanes Pakistaníes - Al-Qaeda - Al Qaeda del Magreb Islámico - Al Murabitun - Al-Shabab Al-Muyahidin - FIS - Estado Islámico - Boko Haram, Movimiento para la Unicidad y la Yihad en África Occidental, Muyahidines bosnios,  Muyahidines del Decán, Muyahidines Indios, Los Firmantes con Sangre, Lashkar-e-Toiba, etc.
- Fundamentalismo judío
  - Edah Haredit
  - Judaísmo jasídico
    - Belz
    - Bobov
    - Boyan
    - Breslev
    - Guer
    - Jabad-Lubavitch
      - Mesianismo de Jabad

    - Karlin-Stolin
    - Ruzhin
    - Toldos Aharon
    - Satmar

  - Judaísmo ultraortodoxo
  - Lev Tahor
  - Mizrachi World Movement
  - Neturei Karta
  - Secta jaredí de las burkas
  - Unión Ortodoxa
  - World Agudath Israel
- Fundamentalismo mormón - Movimiento de los Santos de los Últimos Días (sectas anexas)
- Iglesia de la Unificación, fundada por Sun Myung Moon (1920-2012)
- Iglesia de la Cienciología (Dianética), fundada en 1954 por Ron Hubbard (1911-1986)
- Niños de Dios, conocida como La Familia Internacional, Familia Misioneros Cristianos, Familia del Amor, Los Hijos de Dios o La Familia, fundada por Moisés David (1919-1994)
- Hare Krishna, fundado en 1967 por Bhaktivedanta Swami (1896-1977)
- Colonia Dignidad (inicialmente Sociedad Benefactora y Educacional Dignidad)[49] es un asentamiento de colonos alemanes fundado en Chile en 1961 por el predicador y pederasta, Paul Schäfer.[50] Está ubicada en la comuna de Parral, Provincia de Linares, Región del Maule. Se hizo célebre como centro de detención, tortura, y exterminio[51][52][53] Adoptó el nombre de Villa Baviera a sugerencia del traficante de armas Gerhard Mertins.[54]
- Nueva Acrópolis, fundada en 1957 por Jorge Livraga (1930-1991)
- Ananda Marga (Senda de Felicidad Perfecta), fundada en 1955 por Prabhat Sarkar (1922-1990)
- Movimiento osho, fundado por Bhagwán Rashnís (1931-1990)
- Escuelas del cuarto camino - George Gurdjieff y su discípulo Ouspensky
- Grupos espiritistas - Hermanas Fox - Allan Kardec - religión Kongo
- Grupos gnósticos - Gnosticismo moderno - Samael Aun Weor - Movimiento Cristiano Gnóstico Universal - Movimiento Gnóstico Cristiano Universal - Acción Gnóstica Libertadora de Amerindia - Acción Libertadora de América del Sur
- Mahikari - Asociación Mahikari - Luz Verdadera
- Masonería - Francmasonería - Gran Oriente de Francia - Rito Escocés Antiguo y Aceptado - Gran Logia Femenina de Francia - Shriners International - Rito escocés - Rito York - Grutas de América del Norte - High Twelve Internacional - Los Cedros Altos del Líbano - Hijas del nilo - Santuario Oriental de Damas de América del Norte - Shrine Guilds of America - Orden de la Estrella de Oriente - Orden de la Amaranta - Orden Internacional DeMolay - Hijas de Job - Orden Internacional del Arco Iris para Niñas - Rito de Memphis y Mizraím
- Meditación trascendental - Gurú Maharishi (1938-2010)
- Misión de la Luz Divina de Gurú Hans Ji Maharaj y Gurú Prem Rawat (Prem Rawat, 1957-)
- Iglesia Universal del Reino de Dios - Edir Macedo - Familia Unida - Comunidad Cristiana Espíritu Santo - Pare de Sufrir - Oración Fuerte al Espíritu Santo - Centro de Ayuda Cristiano
- Iglesia Internacional de la Gracia de Dios -  Romildo Ribeiro Soares
- Nueva era - New age - Esoterismo occidental
- Sathya Sai Baba (1926-2011)
- Sectas satánicas - Iglesia de Satán - Anton Szandor LaVey -  Pedro Antonio López Lancha
- Sectas platillistas - Fundación Cosmobiofisico de Investigaciones (FICI) de Pedro Romaniuk; al Grupo Alfa de Francisco Checchi; la Fundación para el Encuentro Cósmico( FUPEC) que preside Dante Franch; el Comando Ashtar; Fraternidad Cósmica que siguen al italiano Eugenio Siragusa y Misión Rama del peruano Sixto Paz Wells
- Siloismo, Movimiento Humanista, fundado por Silo (Mario Rodríguez) - Partido Humanista con presencia en unos 30 países, la Comunidad para el Desarrollo Humano (asociación cultural), Convergencia de las Culturas (asociación civil), Mundo sin Guerras y sin Violencia (asociación anti-armamentista) y el Centro Mundial de Estudios Humanistas.
- Iglesia Cristiana Palmariana de los Carmelitas de la Santa Faz y sus escisiones La Cruz Blanca, Iglesia Cristiana Palmariana de los Carmelitas de la Santa Faz independiente con sede en Archidona y Pía Unión Sancti Pauli Apostoli.
- Iglesia renovada de Cristo - Magnificat
- Iglesia adventista del Séptimo Día de la Luz del Mundo
- Las Crónicas Precursoras
- Brahma Kumaris
- Iglesia La Luz del Mundo
- Creciendo en Gracia
- Templo del Pueblo de los Discípulos de Cristo
- Davidianos - Davidianos de la rama
- La SECTA de LOS ABRAZOS GRATIS - Secta Dr. Hugo Minotto
- MOVE
- Ágora fundador Ángel Nogueira Dobarro
- La Hermandad del Cordero de Dios Alfa y Omega fundador Luís Antonio Soto Romero
- Los Amadores fundador Clauidio Pena Nogueira
- Amigos del Hombre fundador Alejandro Freytag
- Amway fundador Jay Val Andel y Rechard de Vos
- Antoinismo fundador Louis Antoine
- Antroposofia fundador Rudolf Steiner
- Arco Iris fundador Emilio Fiel
- Camino fundador Paul Víctor Wierwille
- CEIS fundador Vicente Lapiedra Cerdá
- Prado Nuevo - Fundación Benéfica «Virgen de los Dolores» - Fundación Pía Autónoma Virgen de los Dolores - Asociación pública de fieles y Reparadores de Nuestra Señora la Virgen de los Dolores fundadora Luz Amparo Cuevas Arteseros
- Iglesia Cuerpo de Cristo - ONG Remar - Solidaria TV - fundador Juan Miguel Díez Álvarez
- Los defensores de Cristo, fundada por Ignacio González de Arriba y sus dos lugartenientes: Losanger Arenas y Tito Mernessi.
- Rey de Salem anteriormente conocida como Creciendo en gracia, fundador José Luis De Jesús Miranda
- Ministerio Apostólico Internacional Salem, fundador Álvaro José Gámez Castro
- La nueva luz de Dios
- Antares de la Luz fundada por Ramón Gustavo Castillo Gaete